# École francophone Antoine de Saint-Exupéry
L’École francophone Antoine-de-Saint-Exupéry (EFASE) est une école privée au centre de Kigali, Rwanda. L'école se réfère au programme français et est de nouveau homologuée depuis 2021 par le ministère français de l'Éducation nationale pour les classes primaires et de collège et conventionnée de l'AEFE. 
Les élèves préparent le baccalauréat avec le CNED.

## Histoire
L'école a été fondée en 1973. De 1994 à 1998 elle a été fermée à cause du génocide rwandais.
Le 27 novembre 2006 le gouvernement rwandais a ordonné la fermeture l'école à cause de la détérioration des relations franco-rwandaises, donnant un délai de 72 heures pour évacuer les locaux.
En 2009 la France et le Rwanda rétablissent leurs relations diplomatiques et l'école rouvre en septembre 2010 avec 200 élèves (80 % sont rwandais).
En 2017, le nom de l'école est modifié d’École française Antoine-de-Saint-Exupéry en École francophone Antoine-de-Saint-Exupéry. Elle accueille alors plus de 500 élèves de la petite section de maternelle au baccalauréat.
Les résultats aux examens 2019 sont très bons : 100% de réussite au bac S dont 90% de mentions, 100% de réussite au bac STMG dont 56% avec mention, et 91% de réussite au DNB dont 55% avec mention.

## Alumni
La section des Alumnis de l'Efase est créée en 2020 afin de faire profiter aux anciens du réseau professionnel mondial Union-ALFM et de soutenir l'école dans sa capacité d'accueil. Le président des alumnis est Victor Nkindi.